# 150 North Riverside
150 North Riverside ist ein im April 2017 fertiggestellter Wolkenkratzer in Chicago, US-Bundesstaat Illinois.

## Gebäude
Baubeginn war 2014. Das 54 Etagen zählende Gebäude ist 228 Meter hoch. Auf den über 111.000 Quadratmetern, die das Gebäude umfasst, entstanden ausschließlich Büroräume. Mit der Planung wurde das Büro Goettsch Partners beauftragt.
Offiziell wurde das Gebäude am 20. April 2017 eröffnet.
Das Gebäude ist mit dem Goldstandard der Leadership in Energy and Environmental Design ausgezeichnet. 2019 folgte der Outstanding Civil Engineering Achievement Award.

## Spitznamen
In Chicago trägt das Gebäude die Spitznamen The Tuning Fork (dt. Die Stimmgabel) und The Guillotine.